# Tiberius Claudius Nero (praetor 42 f.Kr.)
Tiberius Claudius Nero (ca. 82 – 33 f.Kr.) var en romersk politiker, senator og praetor, der levede i den romerske republiks sidste århundrede.
Han huskes for at have været Livias første ægtemand, inden hun blev skilt fra ham for at blive gift med den senere Augustus, og for at være den biologiske far til den anden romerske kejser Tiberius, og biologisk forfader til de andre medlemmer af Det julisk-claudiske dynasti: Caligula, Claudius og Nero.

## Familie
Nero var medlem af den republikanske Claudia-slægt fra Rom. Han var efterkommer af censoren Appius Claudius Caecus. Nero var søn af Tiberius Claudius Nero og hans mor var en efterkommer af den claudiske slægt. Nero havde en søster ved navn Claudia, som blev gift med præfekten Quintus Volusius.

## Liv
Nero havde tjent som kvæstor for Julius Cæsar i 48 f.Kr., og kommanderede hans flåde i den Alexandriske krig. Efter at have besejret den egyptiske flåde, blev han belønnet med et præstedømme. Julius Cæsar havde sendt Nero afsted for at skabe romerske kolonier i Gallien og i andre provinser.
På trods af at have tjent Julius Cæsar var Nero i bund og grund en optimat. Efter mordet på Julius Cæsar i 44 f.Kr., da det så ud til, at morderne ville triumfere, foreslog han, at de blev belønnet for deres tjenester for republikken. På grund af sin tidligere alliance med den romerske diktator fik Nero alligevel lov til at blive valgt til prætor i 42 f.Kr.
Omkring det tidspunkt, hvor Nero blev valgt til prætor i 42 f.Kr., giftede han sig med sin slægtning Livia Drusilla,, hvis far Marcus Livius Drusus Claudianus var fra samme slægt. Hans søn af samme navn blev født 16. november 42 f.Kr. i Fondi Italien. Elaine Fantham mener, at det er sandsynligt, at Nero havde været gift, før han giftede sig med Livia, idet han allerede havde ledt efter en hustru i 50 f.Kr., hvor han henvendte sig til Cicero for at gifte sig med hans datter Tullia.

### Andet triumvirat
Kort efter begyndte Det andet triumvirat at bryde sammen, hvilket skabte en farlig situation i Rom, idet triumvirerne gik i kamp med hinanden. Nero blev tvunget til at vælge side og i sin mistro til Octavian valgte han Marcus Antonius' side. I 41 f.Kr. flygtede han fra Rom sammen med Livia og Tiberius og sluttede sig til Antonius' bror Lucius i Perusiea. Perusia var under belejring af Octavians mænd, da Nero ankom, og da byen faldt i 40 f.Kr., blev han tvunget på flugt, først til Praeneste og derefter til Napoli. I 40 f.Kr. forsonedes Octavian og Marcus Antonius endeligt.
I Napoli forsøgte Nero forgæves at rejse en slavebataljon mod Octavian og søgte derefter tilflugt hos Sextus Pompejus, der på det tidspunkt var piratleder på Sicilien. Nero sluttede sig med sin familie til Marcus Antonius kort efter i Achaea.
Efter tre års flugt fra Octavian vendte Nero tilbage til Rom med Livia og den yngre Tiberius, nu på 3 år. Octavian blev straks efter at have fået øje på Livia forelsket i hende, selvom hun stadig var gift. Octavian var gift med Scribonia, med hvem han havde en datter kaldet Julia, nu kendt som Julia den Ældre. Octavian og Scribonia blev skilt. Omkring dette tidspunkt var Livia også gravid, og på trods af dette blev Nero overtalt eller tvunget af Octavian til at lade sig skille fra Livia. Nero og Livias anden søn blev født i begyndelsen af 38 f.Kr., og han fik navnet Decimus Claudius Drusus, som senere blev ændret til Nero Claudius Drusus. At bruge et cognomen som Nero som fornavn var usædvanligt, ligesom den fremtrædende rolle, som hans moders slægt fik ved at adoptere Drusus som hans cognomen. Octavian og Livia giftede sig den 17. januar, hvorved de gav afkald på den traditionelle ventetid. Nero var til stede ved deres bryllup og gav Livia væk "ligesom en far ville have gjort". Som aftalt tog Nero sine sønner med til sit hjem, hvor de blev opdraget og uddannet.

## Død
Nero døde i 33 f.Kr. Efter hans død kom hans sønner til at bo hos deres mor og stedfar. Den yngre Tiberius på 9 år holdt hans begravelsestale på Rostra i Rom. Da den senere romerske kejser Tiberius fejrede at han havde nået voksenalderen, iscenesatte han to gladiatorkonkurrencer. Den ene blev holdt på Forum til minde om hans far og den anden i amfiteatret til minde om hans bedstefar Drusus.